# Valse royale (film, 1955)
Pour plus de détails, voir Fiche technique et Distribution.
Valse royale (titre original : Königswalzer) est un film allemand de Victor Tourjanski sorti en 1955.

## Synopsis
Alors qu'il doit épouser la fille du roi Max II de Bavière, l'empereur François-Joseph Ier tombe amoureux de Sissi, la sœur de sa promise. Pour éviter de contrarier sa famille impériale, il charge son ami, le diplomate Ferdinand von Tettenbach, d'arranger son mariage avec Sissi...

## Fiche technique
- Titre original : Königswalzer
- Titre anglophone : Waltz King
- Réalisation : Victor Tourjanski
- Scénario : Maria von der Osten-Sacken d'après une histoire d'Emil Burri, Walter Forster
- Dialogues additionnels : Karl Georg Külb
- Directeur de la photographie : Franz Koch
- Montage : Lilian Seng
- Musique : Carl Loubé
- Costumes : Herbert Ploberger
- Production : Klaus Stapenhorst
- Genre : Comédie sentimentale
- Pays de production :  Allemagne de l'Ouest
- Durée : 93 minutes
- Date de sortie :
  - Allemagne de l'Ouest : 6 octobre 1955

## Distribution
- Marianne Koch (VF : Marcelle Lajeunesse) : Therese Tomasoni
- Michael Cramer (VF : Michel François) : le comte Ferdinand von Tettenbach
- Joe Stöckel (VF : Jacques Berlioz) : Ludwig Tomasoni
- Linda Geiser : la princesse Sissi
- Hans Fitz (VF : Richard Francœur) : le roi Max II de Bavière
- Hans Leibelt (VF : Raymond Rognoni) : le ministre Dönnigues
- Sabine Hahn (VF : Arlette Thomas) : Anni Tomasoni
- Ellen Frank : Herzogin
- Harry Hardt : Leutnant Hakenstaller
- Harry Halm (VF : Jean Brunel) : le maître de cérémonie
- Hans Danninger : Ober Alois
- Walter Sedlmayr (VF : Albert Médina) : Franz (François en VF), le pâtissier
- Willy Rösner (VF : Pierre Morin) : le député révolutionnaire Pfandl
- Willem Holsboer (VF : Paul Faivre) : le révolutionnaire Brandmeyer
- Theodor Danegger (VF : Paul Forget) : Ober Alois
- Uta Franz : la princesse Hélène de Bavière
- Klaus Havenstein (VF : Michel Gudin) : Leutnant Hakenstaller
- Liesl Karlstadt (VF : Marie Francey) : la vendeuse de légumes